# Радьков, Артём Александрович
Артём Алекса́ндрович Радько́в (бел. Арцём Алякса́ндравіч Радзько́ў; род. 26 августа 1985[…], Могилёв) — белорусский футболист, защитник, тренер лимасольского «Ариса». Мастер спорта РБ международного класса.

## Биография
Воспитанник ДЮСШ «Днепр» (Могилёв). Первый тренер — Николай Степанович Лукьянчиков.
Трижды включался БФФ в список 22 лучших футболистов чемпионата Беларуси: 2006, 2007, 2012.
Участник Лиги чемпионов сезонов 2011/12 и 2012/13; и Лиги Европы 2009/10, 2010/11 и 2012/13 (1/16 финала) в составе БАТЭ.
12 октября 2012 года продлил контракт с БАТЭ до конца 2017 года. 2 сентября 2013 года был арендован клубом «Терек» до 27 января 2014 года (с правом выкупа).
11 декабря 2013 года между БАТЭ и турецким «Генчлербирлиги» проведены переговоры и подписан межклубный трансферный контракт, в соответствии с которым защитник «жёлто-синих» с 1 января 2014 года становится игроком клуба из Анкары. В турецком клубе не проходил в состав из-за лимита на легионеров, также получил несколько травм и в итоге завершил карьеру.

### Тренерская карьера
В феврале 2017 года присоединился к тренерскому штабу минской «Звезды-БГУ» в качестве тренера юношеской команды, позднее стал работать и в основной команде. В сентябре 2019 года вошёл также в тренерский штаб Сергея Яромко в молодёжной сборной Беларуси. В декабре 2019 года покинул «Энергетик-БГУ». Среди новых потенциальных мест работы значились брестский «Рух» и могилёвский клуб «Дняпро», однако в результате в январе 2020 года специалист вернулся в столичный клуб. В июле вновь покинул «Энергетик-БГУ».
В октябре 2020 года стал тренером борисовского БАТЭ. В декабре покинул клуб, а в январе 2021 года был назначен главным тренером «Ислочи». Вывел команду в финал Кубка Беларуси 2020/2021, в чемпионате Беларуси команда заняла 10-е место. В январе 2022 года продлил контракт с клубом. В декабре 2022 года покинул клуб, расторгнув контракт по соглашению сторон. Также по информации источников сообщалось, что тренерскую карьеру продолжит в зарубежном чемпионате.
В августе 2023 года специалист получил тренерскую лицензию категории PRO. В декабре 2023 года был одним из кандидатов на пост главного тренера борисовского БАТЭ, однако его кандидатуру не смогли согласовать с Министерством спорта. В феврале 2024 года стал ассистентом главного тренера махачкалинского «Динамо». Помог вывести команду в высший дивизион чемпионата России, за что получил звание заслуженного работника физической культуры Дагестана. 12 мая 2025 года стало известно, что Радьков покинул дагестанскую команду и продолжит работу в другом клубе. Вскоре от президента махачкалинского «Динамо» Гаджи Гаджиева появилась новость, что ему поступило предложение возглавить кипрский «Арис».
В мае 2025 года стал главным тренером лимасольского «Ариса».

## Достижения

### Командные
БАТЭ
- Чемпион Беларуси (6): 2006, 2007, 2009, 2010, 2011, 2012
- Обладатель Кубка Беларуси (2): 2005/06, 2009/10
- Обладатель Суперкубка Беларуси (3): 2010, 2011, 2013

### Личные
- Лучший защитник чемпионата Беларуси (2007)

### В качестве тренера
- Лучший тренер чемпионата Беларуси (2022)[27]

## Личная жизнь
Брат Дмитрий (род. 1981), также в прошлом футболист. Супруга Виктория, сын Арсений (род. 5 августа 2007 года) — хоккейный вратарь. В июне 2025 года Арсений был выбран «Монреалем» на драфте НХЛ в 3-м раунде под общим 82-м номером. Вратарь молодежной сборной Беларуси представлял «Тюменский легион» (МХЛ).